# Fabio Marra
Fabio Marra est un auteur, metteur en scène et comédien, né à Naples le 25 juin 1984 .

## Biographie

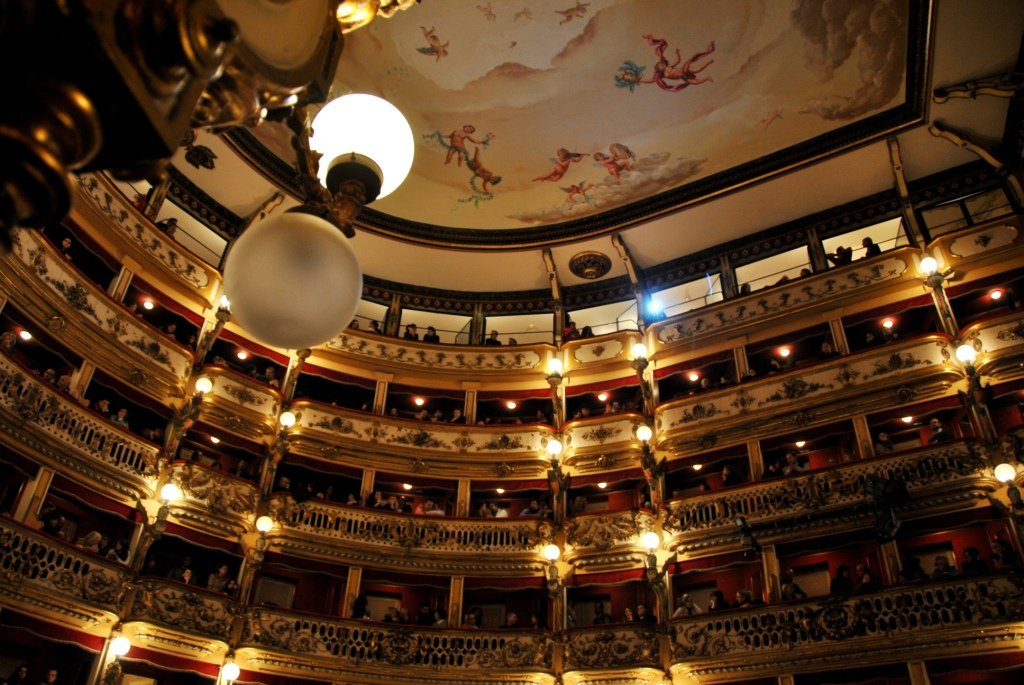
Théâtre Bellini, Naples.

Fabio Marra débute au Théâtre Bellini de Naples.
Se prenant rapidement d’intérêt pour l’écriture, il écrit et met en scène plusieurs pièces courtes qui sont représentées dans différents théâtres de la ville. En 2005, il quitte l'Italie, son pays natal, et s’installe à Paris où il se forme à l’École Internationale Jacques Lecoq.
Son parcours s’amorce au sein de la compagnie Carrozzone qu’il fonde en 2006 et  qui produit les textes dont il est l’auteur, le metteur en scène et le comédien. Ces textes sont répertoriés dans le catalogue la BnF.

## Écriture et création théâtrale
En 2008, il écrit et met en scène son premier spectacle en France, Teresina, qu’il crée au Festival d’Avignon et qui est repris en 2013 au Théâtre de Poche Montparnasse. Le spectacle fait l’objet de plusieurs tournées entre 2009 et 2017. Par la suite, il écrit Mon serviteur créé au Théâtre de l’Octroi de Versailles en 2009.
En 2010, il crée La naïve. La pièce est à l’affiche à Paris pendant la saison 2010/2011 et 2011/2012, au Festival d’Avignon en 2010 et 2011 et, avec le soutien de l’ADAMI, la pièce se pose au Théâtre de Poche Montparnasse en 2013.
En 2012, il écrit et met en scène Rappelle-toi. Avec le soutien de la Fondation SFR pour l’art, la pièce est créée au Festival d’Avignon Off 2012, où elle se joue aussi en 2013. Toujours en 2012, il est accueilli en résidence de création par le Théâtre Le Lucernaire de Paris. La ville de Versailles décide de coproduire sa prochaine pièce. Il écrit et met en scène Dans les chaussures d’un autre, qui traite de l’identité de chacun.
La pièce se joue au Théâtre Le Lucernaire pendant la saison 2012/2013 et à La Luna dans le cadre du Festival d’Avignon Off 2014. En 2014, il écrit deux pièces : Allegro ma non troppo qu'il met en scène, où la parole et la musique sont entremêlées. La pièce est créée à la Scène du Canal avec les musiques des Guappecarto. La même année, il co-écrit avec Fabio Gorgolini Prêt-à-partir . La pièce est créée par la compagnie Teatro Picaro au Théâtre Buffon.
En 2015, il écrit et met en scène Ensemble, interprété par Catherine Arditi dans le rôle principal. La pièce se déroule autour d’un thème aussi inconnu qu’universel : la normalité. Ensemble est créé au Festival d’Avignon 2015 au Théâtre La Luna, avec le soutien du Théâtre le Moulin des Muses de Breuillet et la ville de Bièvres. Ensemble est à l'affiche au Théâtre du Petit Montparnasse à partir de janvier 2017. La pièce est nommée aux Prix Molières en deux catégories, Fabio Marra en tant que révélation masculine et Catherine Arditi est couronnée Meilleure Comédienne du Théâtre Privé 2017.
Ensemble a été traduite et produite en plusieurs pays :  
Royaume-Uni,, République tchèque, Corée du Sud, Allemagne, Grèce, Luxembourg, Pologne, Panama, Argentine, Finlande, Bulgarie, Lettonie et Turquie.
En Espagne a eu lieu, le 6 août 2018, la Première de la pièce, intitulée Juntos au Teatro Principal de Vitoria Gasteiz, avec Kiti Mánver, Melani Olivares (es), Gorka Otxoa (es) et Inés Sánchez, sous la Direction de Juan Carlos Rubio (es). La pièce est en tournée pendant la saison 2018/2019 et également à l'affiche au Teatro Amaya de Madrid pendant la saison 2019/2020.
La pièce est publiée par les Ediciones Antigona de Madrid. Elle a reçu 4 nominations au Grand Prix National Espagnol pour les Arts de la Scène 2019 ("Premios Max de las artes escenicas") : Meilleur Spectacle, Meilleure Mise en Scène, Meilleure Actrice et Meilleur Acteur.
À Prague a lieu une adaptation cinématographique de la pièce par Nostress production film. Première Cinéma en septembre 2022 Spolu (en). Toujours en septembre 2022 a lieu la Première de l'adaptation théâtrale d'Ensemble au Théâtre du Centaure de Luxembourg, mise en scène par Marja-Leena Junker (lb).
En 2016, il écrit À tes souhaits, une pièce jeune public, créée par la compagnie Mélodrames, mise en scène de Gustavo de Araujo, au Théâtre Le Funambule à Montmartre.
En 2020 il écrit Un pas après l'autre. Il met en scène la pièce à l'Espace Michel Simon de Noisy-le-Grand. La pièce se représente  au Théâtre La Scala Provence dans le cadre du Festival d'Avignon 2022
En 2023 il écrit et met en scène La couleur des souvenirs, avec Dominique Pinon, Catherine Arditi, Sonia Palau, Floriane Vincent, Aurélien Chaussade et Fabio Marra. La création a lieu au Théâtre des Halles d'Avignon. En coproduction avec La Comédie de Picardie d'Amiens.
En 2024 il met en scène Des pivoines du Japon, d'Emmanuel Robert-Espalieu, avec Marion Christmann et Gaël Cottat. Produit par le théâtre La Scala, à l'affiche lors du Festival d'Avignon Off 2024 à La Scala Provence.
Il est artiste associé de la Fédération de centres sociaux de Seine-Saint-Denis, qui aboutit en 2012 avec la mise en scène du Festival Transit 2013 et 2014. Il est également Sociétaire de la SACD, membre du Syndicat National des Metteurs en Scène et de la société Autores y Autoras de Teatro en Espagne.

## Publications

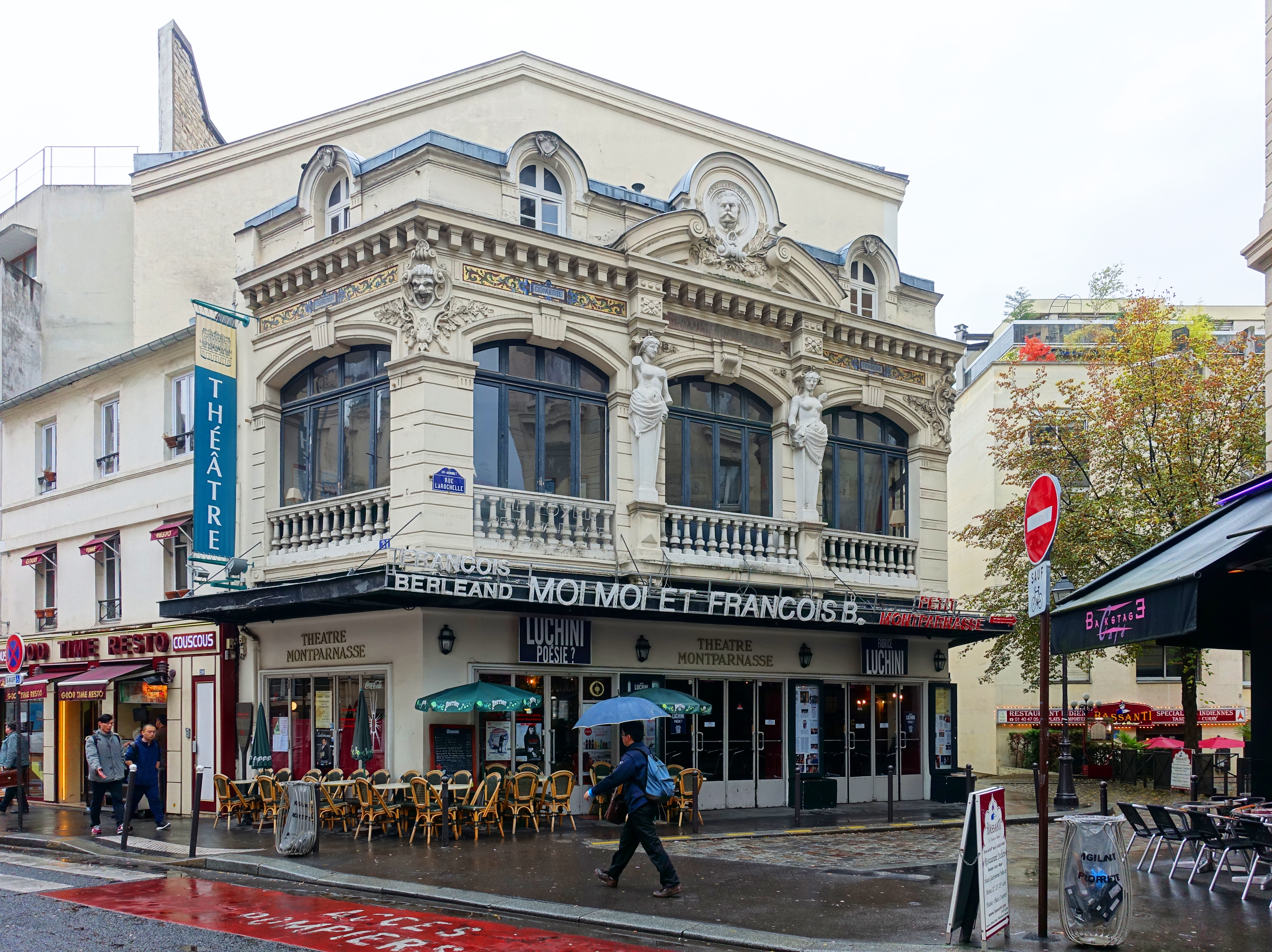
Théâtre Montparnasse, Paris

- La Naïve, Éditions Les Cygnes, 2011
- Rappelle-toi, Éditions Les Cygnes, 2012
- Teresina, Éditions Les Cygnes, 2013
- Dans les chaussures d’un autre, Éditions L'Harmattan 2012 – nouvelle édition Éditions Les Cygnes, 2014.
- Prêt à Partir, Éditions Les Cygnes, 2014
- Ensemble, Éditions Les Cygnes, 2015
- À tes souhaits, Éditions Les Cygnes, 2016
- Un pas après l'autre, L'avant-scène théâtre 2020
- La couleur des souvenirs, L'avant-scène théâtre 2024

## Théâtre
- 2003 - De Karl Valentin à Gigi Proietti, textes de Karl Valentin et Gigi Proietti, mise en scène Pino Imperatore au Maschio Angioino de Naples.
- 2005 - Ottantotto ottave, de Giovanni Prisco, mise en scène Giovanni Prisco. Teatro delle Briciole de Parme.
- 2005 - Cella 14/10 de Francesco Imposimato et Adriano Mottola, mise en scène Francesco Imposimato et Adriano Mottola, Teatro Bellini de Naples

- 2007 - August. Cirque Diana Moreno Borman
- 2008 - Teresina, de Fabio Marra, mise en scène Fabio Marra. Théâtre de Poche-Montparnasse
- 2009 - Mon Serviteur, de Fabio Marra, mise en scène Fabio Marra. Théâtre de l’étincelle d'Avignon
- 2010 - La Naïve, de Fabio Marra, mise en scène Fabio Marra. Théâtre de Poche-Montparnasse
- 2012 - Rappelle-toi de Fabio Marra, mise en scène Fabio Marra. Théâtre La Luna d'Avignon

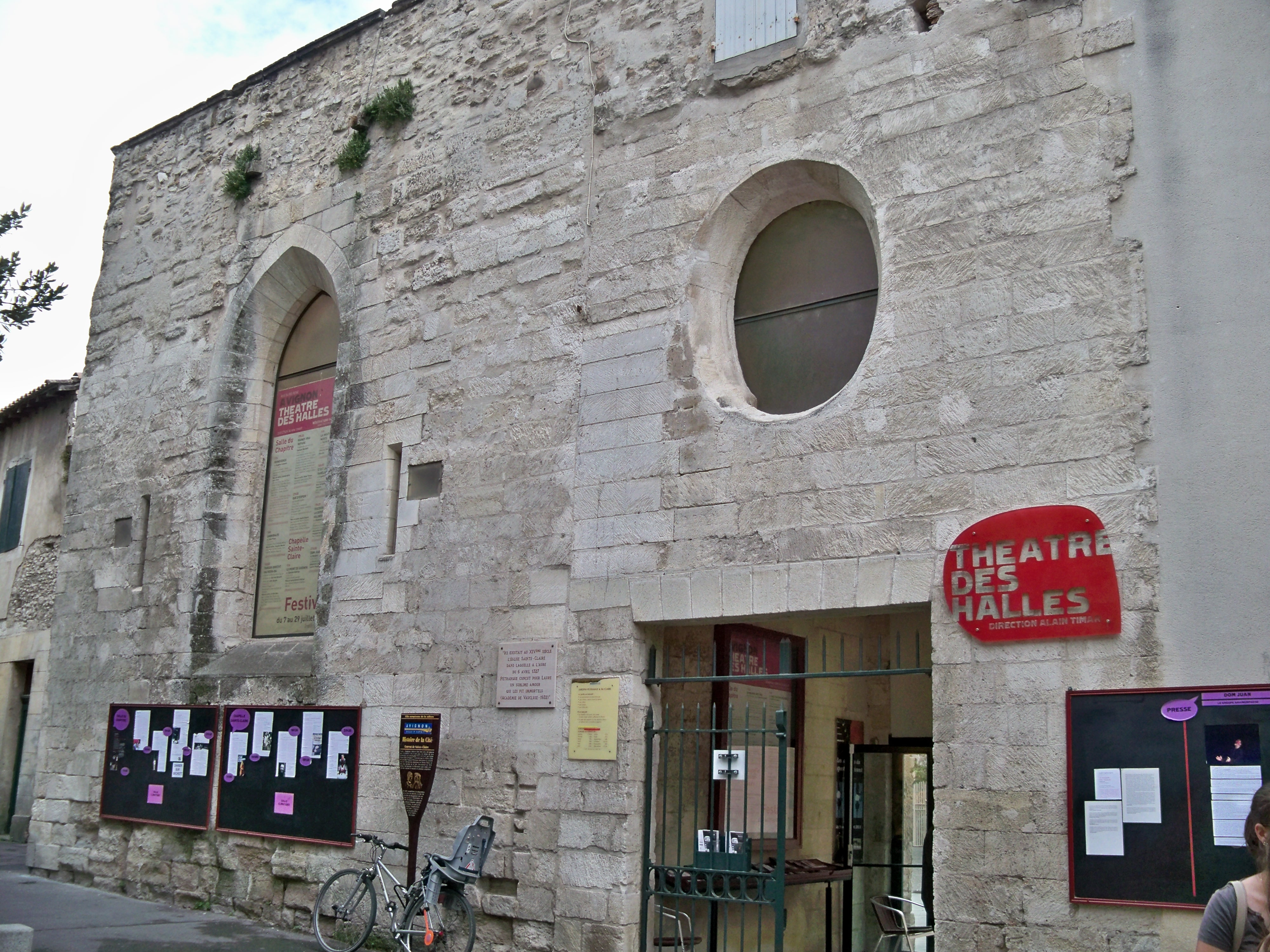
Théâtre des Halles, Avignon

- 2012 - Dans les chaussures d'un autre de Fabio Marra, mise en scène Fabio Marra. Théâtre Le Lucernaire de Paris
- 2015 - Ensemble de Fabio Marra, mise en scène Fabio Marra. Théâtre La Luna d'Avignon
- 2016 - Ensemble de Fabio Marra, mise en scène Fabio Marra. Théâtre La Luna d'Avignon
- 2017 - Ensemble de Fabio Marra, mise en scène Fabio Marra. Théâtre Petit Montparnasse de Paris
- 2018 - 2022 Ensemble de Fabio Marra, mise en scène Fabio Marra, en tournée et diffusion sur France Télévisions
- 2019 - Ensemble de Fabio Marra, mise en scène Fabio Marra, Théâtre du Chêne Noir d'Avignon Théâtre des Halles, Avignon
- 2021 - Un pas après l'autre de Fabio Marra, mise en scène Fabio Marra, Espace Michel Simon, Noisy-le-Grand
- 2022 - Un pas après l'autre de Fabio Marra, mise en scène Fabio Marra, Théâtre La Scala Provence, Festival d'Avignon
- 2023 - La couleur des souvenirs de Fabio Marra, mise en scène Fabio Marra, Théâtre des Halles d'Avignon, coproduite par La Comédie de Picardie d'Amiens.
- 2024 - Des pivoines du Japon, d'Emmanuel Robert-Espalieu, mise en scène Fabio Marra, Théâtre La Scala Provence d'Avignon.

## Cinéma
- 2023 - Spolu. La pièce Ensemble fait l'objet d'une adaptation cinématographique en République Tchèque par No Stress Production. Réalisé par David Lanka et Martin Müller.

## Télévision
2022 : Réalisation de la captation d'Ensemble, Produit par France Télévisions, Carrozzone Teatro et La Compagnie des Indes. Réalisation Simranjit Singh et Fabio Marra

## Distinction

### Nominations
- 2017 : nommé dans la catégorie Molière de la révélation masculine, aux  Molières 2017, pour Ensemble de Fabio Marra
- 2019 : Juntos, Prix Max des arts de la Scène en Espagne. Meilleur spectacle. Juan Carlos Rubio, Meilleure direction Kiti Manver, Meilleure comédienne, Gorka Otxoa, Meilleur comédien.